# 1350
1350 (MCCCL) var ett normalår som började en fredag i den julianska kalendern.

## Händelser

### Okänt datum
- Digerdöden kommer till Sverige från Norge.
- Magnus Erikssons landslag stadfästs. Det är en lag, som ska gälla i hela riket och ersätter landskapslagarna. Den innehåller bland annat en konungabalk med bestämmelser för kungaval.
- Den allmänna stadslagen för Sveriges städer stadfästs. Landsbygden och städerna lyder alltså under olika lagar, något som kommer att kvarstå i Sverige fram till 1970-talet.
- Rådsaristokratin får övertaget i dragkampen om kungamakten i det att principen om valkungadöme fastslås och att garantier mot godtycke i maktutövningen införs.
- Rådmän i Visby skriver till Rostock och meddelar, att man låtit arrestera nio man, varav två präster, som ska ha gjort sig skyldiga till massförgiftning (pesten). Även judar skall, enligt rådmännen, vara skyldiga till sjukdomens utbrott, trots att det inte finns några judar i riket.
- Bottniska handelstvånget införs och innebär, att städerna vid Bottenviken, med undantag för Åbo, förbjuds att idka utlandshandel.

## Födda
- 23 januari – Vincentius Ferrer, spanskt helgon.
- 27 juni – Manuel II Palaiologos, bysantinsk kejsare.
- 10 december – Dmitrij Donskoj, storfurste av Moskva.
- Bonifatius IX, född Pietro Tomacelli, påve 1389–1404 (född detta år, 1355 eller 1356).
- Pierre d'Ailly, fransk teolog och filosof.
- Anabella Drummond, drottning av Skottland 1390–1401 (gift med Robert III) (född omkring detta år)
- Katherine Swynford, engelsk hovfunktionär.
- Leonor Telles, portugisisk drottning och regent.

## Avlidna
- 22 augusti – Filip VI, kung av Frankrike sedan 1328
- Magister Mathias, svensk teolog, Heliga Birgittas biktfader